# Elecciones presidenciales de Azerbaiyán de 1991
Las elecciones presidenciales de la República Socialista Soviética de Azerbaiyán de 1991 se realizaron el 8 de septiembre del mencionado año bajo la forma de un referéndum para ratificar a Ayaz Mutallibov, último líder del Partido Comunista de Azerbaiyán (AKP) en el cargo de Presidente de la República. Con una participación del 85.70% del electorado y 460 votos anulados, Mutallibov fue elegido con el 98.53% de los votos sin oposición. Tan solo un mes más tarde, el 18 de octubre, la Asamblea Nacional declaró la independencia de Azerbaiyán de la Unión Soviética. Mutallibov no completaría su mandato y sería derrocado por una rebelión en mayo de 1992.

## Resultados
|  | 98.53 % |

|  | 1.47 % |